# Pakistański Ruch na rzecz Sprawiedliwości
Pakistański Ruch na rzecz Sprawiedliwości (urdu: پاکستان تحريک انصاف, Pakistan Tehreek-e-Insaf, PTI) – pakistańska partia polityczna założona 25 kwietnia 1996 przez byłego krykiecistę Imrana Khana.  
W wyborach parlamentarnych w 2013 roku, PTI zajęła drugie miejsce uzyskując 16,92% głosów i 35 miejsc w Zgromadzeniu Narodowym. W wyborach parlamentarnych w 2018 roku, partia zwyciężyła uzyskując 31,82% głosów i 149 miejsc w Zgromadzeniu. 